# I Feel Good !
Pour les articles homonymes, voir I Feel Good.
Pour plus de détails, voir Fiche technique et Distribution.
I Feel Good ! (Young@Heart) est un film documentaire britannique réalisé par Stephen Walker, sorti en décembre 2008.
Le film narre le quotidien d'une chorale exceptionnelle, Young at Heart, chorale au succès international composée de membres passionnés dont la moyenne d'âge est de 80 ans et dont le répertoire tonique (rock, soul, punk et hard rock) va de James Brown à Sonic Youth en passant par Coldplay. 
Dirigée par Bob Cilman, quinquagénaire exigeant et bienveillant, dans la petite ville de Northampton (Massachusetts), la chorale est filmée pendant 6 semaines. La tension va croître à l’approche du grand concert...

## Synopsis
« Should I stay or should I go ? » C’est sur ces paroles, chantées par Eileen Hall, 92 ans, que commence I feel good, en annonçant la couleur et le ton du documentaire réalisé par le Britannique Stephen Walker.
Pendant six semaines, le réalisateur suit le quotidien d’une chorale un peu spéciale, baptisée Young at Heart et dirigée par Bob Cilman. Ses membres, dont la moyenne d’âge tourne autour des 80 ans, chantent un répertoire allant de James Brown à Coldplay et Radiohead, en passant par The Clash (ou selon, Eileen, un peu perdue, « The Crash »). Walker filme leurs répétitions à Northampton, dans le Massachusetts, en vue du premier spectacle avant leur nouvelle tournée. Sally George, la productrice, indique que « ce n’est pas un film sur une bande de vieux apprenant des chansons contemporaines, mais un regard sans concession sur nos parents ou grands-parents, qui aborde frontalement des questions taboues comme le sexe, la mort, la maladie… ».
Les membres puisent en effet dans ce défi fait à l'âge et aux conventions une énergie et un plaisir sans cesse renouvelés. Et, pour ce qui s’annonce a priori comme une revisite agréable et sans nuages de la musique contemporaine, le spectateur se retrouve embarqué dans une aventure sensationnelle entre rires et larmes.
La force du film de Stephen Walkers est liée avant tout à la proximité entre sa caméra et ses protagonistes. Ces derniers, visiblement ravis de pouvoir raconter leur histoire, se prêtent allégrement au jeu, et livrent des portraits humains et saisissants avec une ouverture d’esprit hors du commun. Pour ces amateurs de musique classique et d’opéras, cette chorale permet d’étendre leurs horizons afin de ne pas se sentir trop dépassés par les temps qui courent. Leurs visages à la première écoute de « Schizophrenia » de Sonic Youth révèlent ces décalages, mais, au lieu de rejeter la chanson, ils vont apprendre à la dompter sous l’impulsion de leur chef de cœur, Bob Cilman, pour en offrir une nouvelle version pleine de charme et d’angoisse.
L’autre particularité de Young at Heart, c’est l’épée de Damoclès qui se profile constamment au-dessus de la chorale. Jeunes de cœur et d’esprit, certes, mais vieux de corps, les membres de cette chorale doivent constamment affronter l’idée que demain, ils ne pourront peut-être plus monter sur scène pour chanter avec leurs camarades. Et c’est à travers cette note tragique que le film émeut. Lorsque la chorale chante « Forever Young » dans une prison le jour où un des siens succombe à la maladie, le réalisateur nous livre une scène terriblement poignante, sans jamais tomber dans le pathos. « Should I stay or should I go ? » La réponse est évidente et inutile, il faut rester jusqu’au dernier souffle, car chanter en soit est une raison de vivre.

## Fiche technique
- Titre : I Feel Good!
- Titre original : Young@Heart
- Réalisation : Stephen Walker
- Photographie : Ed Marritz
- Montage : Chris King
- Production : Sally George
- Société de production : Fox Searchlight Pictures, Walker George Films et Channel 4 Television Corporation
- Société de distribution : Le Pacte (France)
- Pays :  Royaume-Uni
- Genre : Documentaire
- Durée : 107 minutes
- Dates de sortie : 
  -  Royaume-Uni : juillet 2007 (Los Angeles Film Festival), 9 avril 2008
  -  France : 24 décembre 2008

## Critiques
Docu-spectacle incroyable (mélange de clips, de concerts et d’interviews), film entraînant, I Feel Good a remporté le prix du public dans tous les festivals où il est passé : le Festival du Film à Los Angeles, le Festival du Film à Atlanta et le Festival du Film à Varsovie… En France, nombre de magazine ont émis des critiques très favorables. Dans le magazine Première : « le documentariste brosse, avec pudeur et humour, des portraits de papys rockeurs (...) Docu-spectacle incroyable (...) film entraînant (...) I Feel Good! a remporté le prix du public dans tous les festivals où il est passé. On comprend pourquoi ». De même dans Télérama « D'une chorale de vieillards (...) on n'attend rien d'exaltant (...) Musicalement parlant on est loin d'un chœur de professionnels (...) ce qui contribue à rendre ces papis et mamies encore plus sympathiques » et dans Le Monde : « Très vite, le film se fait plus grave, prend une épaisseur, liée à la force artistique de la chorale et à la vie quotidienne de ses membres ».